# Turbinicarpus valdezianus
Turbinicarpus valdezianus es una especie perteneciente al género Turbinicarpus. 
Es endémica de Coahuila de Zaragoza y San Luis Potosí en México.

## Descripción
Cactus de pequeño tamaño (1 a 2,5 cm de altura y aproximadamente el mismo diámetro) con un hábito de crecimiento solitario y muy lento. El cuerpo es de color verde medio, esférico o algo cilíndrico con raíces fibrosas. Las protuberancias son aplanadas, de unos 2 a 3 mm de altura coronadas por areolas con unas 25 espinas radiales blancas de 1 a 1,5 mm de largo dispuestas en forma de estrella con una sola espina central.
Flores normalmente blancas, con una banda longitudinal de color magenta o magentas con la banda blanca. Miden entre 2 a 2,5 cm. Produce frutos redondos de unos 6 a 7 mm de diámetro, de color marrón verdoso que al secarse se tornan quebradizos como papel.

## Sinonimia
- Pelecyphora valdeziana
- Echinocactus valdezianus
- Thelocactus valdezianus
- Mammillaria valdeziana
- Gymnocactus valdezianus
- Normanbokea valdeziana
- Neolloydia valdeziana
- Pediocactus valdezianus
- Pelecyphora plumosa